# Dimitrij Schaad

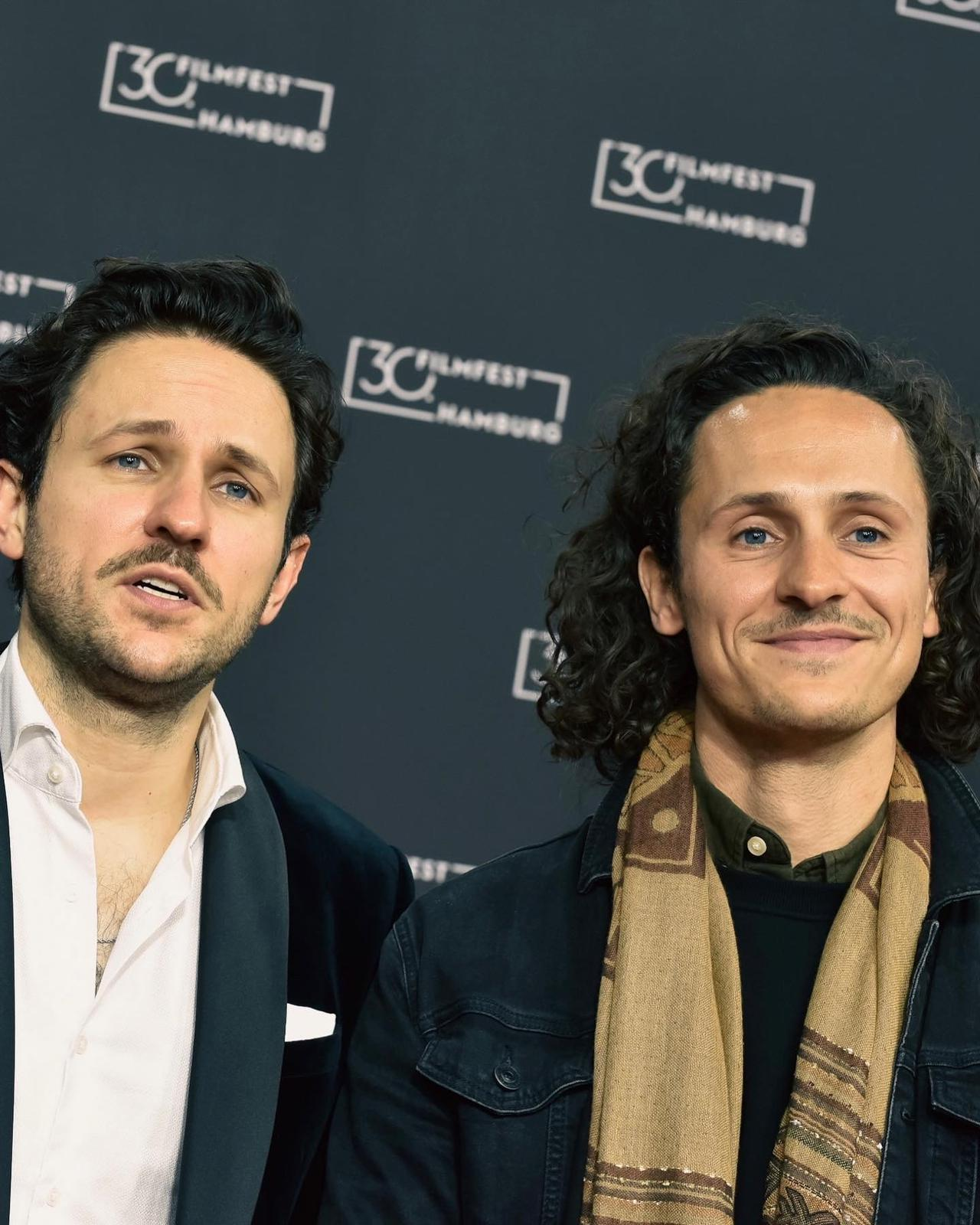
Dimitrij Schaad (links) mit Alex Schaad auf dem Filmfest Hamburg 2022

Dimitrij Schaad (russisch Дмитрий Александрович Шаад, Dmitri Alexandrowitsch Schaad, wiss. Transliteration Dmitrij Aleksandrovič Šaad; * 17. September 1985 in Kaskelen, Kasachische SSR, Sowjetunion) ist ein deutscher Schauspieler und Autor. Er ist der Bruder und enger Mitarbeiter des Regisseurs Alex Schaad.

## Leben
Dimitrij Schaad wuchs bis zu seinem achten Lebensjahr nahe der damaligen kasachischen Hauptstadt Almaty auf. 1993 übersiedelte er ohne deutsche Sprachkenntnisse mit seiner Familie nach Deutschland und besuchte bis 2005 das Gymnasium Mengen.
Nach dem Abitur studierte er von 2005 bis 2009 Schauspiel an der Bayerischen Theaterakademie August Everding und 2009 am Staatlichen Institut der darstellenden Künste in Sankt Petersburg. Er spielte am Metropoltheater in München und den Münchner Kammerspielen und erhielt 2006 und 2008 das Schauspielstipendium des Deutschen Bühnenvereins.

## Theaterlaufbahn
2009 begann er sein Erstengagement am Schauspiel Essen und wechselte 2010 mit Intendant Anselm Weber ans Schauspielhaus Bochum, dessen Ensemble er bis 2013 angehörte. Dort arbeitete er mit den Regisseuren Sebastian Nübling, Roger Vontobel und Jan Klata zusammen.
Seit 2013 war er unter Shermin Langhoff und Jens Hillje Ensemblemitglied am Maxim-Gorki-Theater Berlin. Hier arbeitete er unter anderem wieder mit Sebastian Nübling sowie Yael Ronen, Hakan Savaş Mican, Mirko Borscht, Sebastian Baumgarten und Falk Richter. Schaad hat bisher in fast jedem Stück am Maxim-Gorki-Theater einen Monolog gesprochen, die Texte dafür schreibt er selbst. Für seine Rollen in der Spielzeit 2013/14 wurde er in der Kritikerumfrage von Theater heute mit sieben Stimmen zum Nachwuchsschauspieler des Jahres gewählt.
Seit 2015 ist er freier Dozent an der Hochschule für Schauspielkunst Ernst Busch.
2019 verließ er das Festengagement, um sich mehr filmischen Aufgaben und seiner Autorentätigkeit widmen zu können.
Als Falk Richter 2023 mit der Inszenierung von The Silence an die Schaubühne am Lehniner Platz zurückkehrte, beauftragte er Schaad, nach mehreren erfolgreichen gemeinsamen Inszenierungen am Berliner-Gorki-Theater, ihn selbst in diesem autobiographischen Stück zu spielen, weshalb Schaad in die Ehre eines Solo-Stückes an der Schaubühne kam.

## Film
In der von X-Filme produzierten Kino-Verfilmung des Bestsellers Die Känguru-Chroniken von Marc-Uwe Kling übernahm Schaad die Hauptrolle des Kleinkünstlers Marc-Uwe.
Es folgten Rollen in Serien wie Killing Eve, Das Boot und Wir Kinder vom Bahnhof Zoo.
2021 spielte er an der Seite von Jella Haase die männliche Hauptrolle in der Netflix-Serie Kleo. Die Serie stammt aus der Feder der 4-Blocks-Autoren Hanno Hackfort, Bob Konrad und Richard Kropf und startete im August 2022.
Ebenfalls 2021 wurde der Science-Fiction-Liebesfilm Aus meiner Haut gedreht – das Langfilm-Debüt seines Bruders Alex Schaad. Dimitrij Schaad schrieb das Drehbuch und stand mit seinen Kollegen Jonas Dassler, Mala Emde, Maryam Zaree und Edgar Selge auch vor der Kamera. Am 23. Januar 2023 eröffnete Aus meiner Haut das Filmfestival Max Ophüls Preis, Kinostart war Anfang Februar 2023.
Im Spielfilm-Regiedebüt von Charly Hübner drehte er 2022 die Hauptrolle in der Bestsellerverfilmung von Thees Uhlmanns Sophia, der Tod und ich. Er spielt darin einen sterbenden Altenpfleger, der gemeinsam mit seinem Tod und seiner Ex-Freundin einen Road-trip macht, um noch ein letztes Mal seine Mutter und seinen siebenjährigen Sohn zu sehen, zu dem er keinen Kontakt hat.
Im August 2022 startete die Die Känguru-Verschwörung in den Kinos. Im zweiten Teil der Känguru-Reihe spielt er wieder Marc-Uwe. Regie führte dieses Mal der Schöpfer der Känguru-Chroniken-Buchreihe Marc-Uwe Kling.
Seit Herbst 2022 ist Schaad Mitglied der Deutschen Filmakademie.

## Autor
Neben seinen Texten für Theater schreibt Schaad auch mit seinem Bruder Alex, Student für Filmregie an der HFF München, dessen Drehbücher. Ihr Film Invention of Trust, in dem er auch die Hauptrolle übernommen hat, wurde zum Filmfestival Max Ophüls Preis 2016 eingeladen und gewann den Preis für den besten Mittellangen Film. Wenige Monate später gewann der Film auch den Studenten-Oscar in Gold.
Das von Schaad mitentwickelte und -geschriebene Stück The Situation von Yael Ronen und Ensemble wurde in der Kritikerumfrage von Theater heute zum besten deutschsprachigen Stück in der Spielzeit 2015/16 gewählt. Im Januar 2017 hatte mit Die Konsistenz der Wirklichkeit (AT) sein erstes selbstgeschriebenes Stück Premiere an der Bayerischen Theaterakademie. Er entwickelte das Stück mit Alex Schaad und den Studierenden des 3. Jahrgangs und führte erstmals auch selbst Regie. Es wurde beim Schauspielschultreffen 2017 mit dem mit 10.000 Euro dotierten Hauptpreis (Ensemblepreis der Konferenz der Darstellenden Künste und des Literarischen Schreibens Schweiz) sowie mit dem mit 2.000 Euro dotierten Preis der Studierenden ausgezeichnet. Das mit Schaad geschriebene Exposée zum Langfilm Darktrip (AT) erhielt 2017 das Katja-Eichinger-Drehbuchstipendium.
Endling, der zweite mittellange Film der Schaad-Brüder feierte seine Premiere beim Filmfestival Max Ophüls Preis 2018 und wurde dort mit dem Publikumspreis für den besten Mittellangen Film ausgezeichnet. Ebenfalls im Januar 2018 hatte Schaads zweites Stück Die unvorstellbaren Folgen einer eingebildeten Revolution Premiere. Wieder erarbeitete er es mit und für den 3. Jahrgang der Theaterakademie München.
Sein zusammen mit Yael Ronen geschriebenes Stück (R)Evolution. Eine Anleitung zum Überleben im 21. Jahrhundert. inspiriert von den Büchern von Yuval Noah Harari hatte am 29. Februar 2020 am Thalia Theater, Hamburg, Uraufführung. Es wurde seitdem in mehrere Sprachen übersetzt und an zahlreichen Theatern nachgespielt.
Das zweite in Co-Autorenschaft mit Yael Ronen geschriebene Stück Operation Mindfuck - Based on a true story but not really hatte am 29. Mai 2022 am Maxim Gorki Theater Premiere.

## Auszeichnungen als Schauspieler
- 2007: Merkur-Theaterpreis mit dem Ensemble von Dogville (Metropoltheater München, Regie: Jochen Schölch)
- 2008: Sonderpreis beim Theatertreffen deutschsprachiger Schauspielstudierender sowie Ensemblepreis[16]
- 2011: Bester Nachwuchsdarsteller in NRW beim NRW Theatertreffen für Die Labdakiden (Regie: Roger Vontobel)[25]
- 2011: Bochumer Theaterpreis in der Kategorie Nachwuchs für Amerika (Regie: Jan Klata)[26]
- 2014: Nachwuchsschauspieler des Jahres in der Kritikerumfrage der Theater heute für seine Rollen am Maxim Gorki Theater
- 2023: Ulrich-Wildgruber-Preis[27]
- 2023: Deutscher Schauspielpreis zusammen mit Jella Haase für bestes Duo in Kleo[28]
- 2024: Schauspieler des Jahres[29]

## Auszeichnungen als Autor/Regisseur
- 2016: Deutschsprachiges Stück des Jahres in der Kritikerumfrage der Theater heute für The Situation (Co-Autor)
- 2016: Studentenoscar in Gold sowie Max-Ophüls-Preis bester mittellanger Film für Invention of Trust (Autor/Hauptdarsteller)
- 2017: Hauptpreis und Publikumspreis beim Theatertreffen deutschsprachiger Schauspielstudierender für die Inszenierung seines Stücks Die Konsistenz der Wirklichkeit
- 2018: Max-Ophüls-Preis bester mittellanger Film für Endling (Autor/Hauptdarsteller)
- 2023: Bayerischer Filmpreis, Nachwuchs-Drehbuchpreis zusammen mit Alex Schaad für Aus meiner Haut[30]

## Theater (Auswahl)
- Tom (Von Trier Dogville, Regie: Jochen Schölch)
- Romeo (Romeo und Julia, Regie: Cilly Drexel)
- Billy (Albee Die Ziege, Regie: Henner Kallmeyer)
- Ferdinand Havlicek (Horvath Hin und Her, Regie: Antje Schupp)
- Haimon/Polyneikes (Sophokles, Aischylos und Euripides Die Labdakiden, Regie: Roger Vontobel)
- Karl Rossmann (Kafka Amerika, Regie: Jan Klata)
- Lionel/La Hire (Schiller Die Jungfrau von Orleans, Regie: Roger Vontobel)
- Biff Loman (Tod eines Handlungsreisenden, Regie: Agnese Cornelio)
- Spiegelberg (Schiller Die Räuber, Regie: Jan Klata)
- Hamlet (Shakespeare Hamlet, Regie: Jan Klata)
- Cem sowie Musik und Texte in Der Russe ist einer der Birken liebt (nach dem Roman von Olga Grjasnova, Regie: Yael Ronen)
- Woyzeck III sowie Texte für Woyzeck III – Magic Murder Mystery (frei u. a. nach Woyzeck, Regie: Mirko Borscht)
- Hagen (Hebbel Die Nibelungen, Regie: Sebastian Nübling)
- Astrov (Tschechov Onkel Wanja, Regie: Nurkan Erpulat)
- Diverse in Das Kohlhaas-Prinzip (Text: Yael Ronen und Ensemble, Regie: Yael Ronen)
- Stefan/Sergej in The Situation (Text: Yael Ronen und Ensemble, Regie: Yael Ronen)
- In unserem Namen (Textfassung von Sebastian Nübling, Ludwig Haugk, Julia Pustet. Unter Verwendung von Aischylos’ Die Schutzflehenden, Elfriede Jelineks Die Schutzbefohlenen, der 42. Sitzung des Innenausschusses des Deutschen Bundestages sowie Originalbeiträgen der Schauspieler)[31]
- Johannes Pinneberg in Kleiner Mann – was nun? (Hans Fallada, Regie: Hakan Savas Mican)[32]
- Jimmy in Denial, Maxim-Gorki-Theater, Berlin, Regie: Yael Ronen
- Arda in Get deutsch or die tryin‘ (Necati Öziri, Regie: Sebastian Nübling)
- Iwan in Die Letzten (Maxim Gorki, Regie: András Dömötör)
- The Silence ( Schaubühne, Regie: Falk Richter)

## Filmografie
- 2013: Wilsberg: Gegen den Strom
- 2014: Tatort: Vielleicht
- 2018: Polizeiruf 110: Demokratie stirbt in Finsternis
- 2019: The Love Europe Project (auch Drehbuch)
- 2020: Die Känguru-Chroniken
- 2020: Das Boot (Fernsehserie)
- 2020: Killing Eve (Fernsehserie, 1 Folge)
- 2020: Wir Kinder vom Bahnhof Zoo (Fernsehserie)
- 2022: Die Känguru-Verschwörung
- 2022–2024: Kleo (Fernsehserie)
- 2022: Aus meiner Haut (auch Drehbuch)
- 2022: JGA: Jasmin. Gina. Anna.
- 2023: Sophia, der Tod und ich
- 2023: Weil der Mensch erbärmlich ist
- 2024: Pauline (Miniserie)